# Arctotis serpens
Arctotis serpens là một loài thực vật có hoa trong họ Cúc. Loài này được (S.Moore) Lewin mô tả khoa học đầu tiên năm 1922.